# Vermont Frost Heaves
I Vermont Frost Heaves sono stati una squadra di pallacanestro con sede a Cornwall, nello stato del Vermont. Fondati nel 2005, hanno militato per due stagioni nell'ABA 2000, vincendo il titolo di lega nel 2007 e nel 2008. L'anno successivo sono entrati nella neonata Premier Basketball League, nella quale hanno giocato anche nel 2010.

## Stagioni
| Stagione | Lega     | Denominazione        | V  | P | %    | Piazzamento | Play-off |
| -------- | -------- | -------------------- | -- | - | ---- | ----------- | -------- |
| 2006-07  | ABA 2000 | Vermont Frost Heaves | 27 | 5 | 84,4 | 1º          | Campioni |
| 2007-08  | ABA 2000 | Vermont Frost Heaves | 26 | 4 | 86,7 | 1º          | Campioni |
| 2009     | PBL      | Vermont Frost Heaves | 14 | 7 | 66,7 | 2º          | Play-in  |
| 2010     | PBL      | Vermont Frost Heaves | 12 | 8 | 60,0 | 5º          | -        |

## Roster 2009
| N  |                               | Ruolo | Ht.  | Giocatore               | Acquisito | College             |
| 2  | Stati Uniti (bandiera)        | SF    | 6'8  | Chris Cayole            | 2007      | St. Michael's (VT)  |
| 5  | Stati Uniti (bandiera)        | PG    | 5'10 | John Williams           | 2008      | Bryant              |
| 9  | Stati Uniti (bandiera)        | SG    | 6'5  | Joe Nixon               | 2008      | DePauw              |
| 10 | Stati Uniti (bandiera)        | PG    | 6'3  | Thomas Sanders          | 2008      | Gardner-Webb        |
| 15 | Stati Uniti (bandiera)        | SG    | 6'4  | Greg Plummer            | 2008      | Eckerd              |
| 20 | Stati Uniti (bandiera)        | SG    | 6'6  | Benson Callier          | 2008      | Western Kentucky    |
| 23 | Stati Uniti (bandiera)        | PF    | 6'7  | Joe Williams            | 2008      | Austin Peay         |
| 24 | Stati Uniti (bandiera)        | SG    | 6'2  | B.J. Robertson          | 2006      | St. Michael's (VT)  |
| 25 | Stati Uniti (bandiera)        | PG    | 5'10 | Chris Gaynor            | 2008      | Winthrop            |
| 28 | Stati Uniti (bandiera)        | PF    | 6'6  | John Bryant             | 2006      | St. Joseph's        |
| 31 | Rep. Centrafricana (bandiera) | SF    | 6'8  | Régis Koundjia          | 2008      | George Washington   |
| 35 | Stati Uniti (bandiera)        | SG    | 6'4  | Richard Millsap         | 2008      | Spring Hill College |
| 44 | Stati Uniti (bandiera)        | C     | 6'11 | Justin "Boomer" Herndon | 2008      | Belmont             |
| 45 | Stati Uniti (bandiera)        | SG    | 6'6  | Greg Stevenson          | 2008      | Richmond            |
| 54 | Stati Uniti (bandiera)        | SF    | 6'6  | Brian Monahan           | 2008      | St. Michael's (VT)  |